# 3463 Kaokuen
3463 Kaokuen је астероид главног астероидног појаса са средњом удаљеношћу од Сунца која износи 2,446 астрономских јединица (АЈ).
Апсолутна магнитуда астероида је 13,2.